# Знаменский сельсовет (Башкортостан)
Знаменский сельсовет — муниципальное образование в Белебеевском районе Башкортостана.

## История
Согласно «Закону о границах, статусе и административных центрах муниципальных образований в Республике Башкортостан» имеет статус сельского поселения.

## Население
| 2002  | 2009  | 2010  | 2012  | 2013  | 2014  | 2015  |
| ----- | ----- | ----- | ----- | ----- | ----- | ----- |
| 2541  | ↘2512 | ↘2285 | ↘2246 | ↘2204 | ↘2186 | ↘2175 |
| 2016  | 2017  |       |       |       |       |       |
| ↘2153 | ↘2107 |       |       |       |       |       |

## Состав сельского поселения
| № | Населённый пункт | Тип населённого пункта       | Население |
| - | ---------------- | ---------------------------- | --------- |
| 1 | Знаменка         | село, административный центр | ↘1879     |
| 2 | Новосараево      | деревня                      | ↘237      |
| 3 | Мочилки          | деревня                      | ↘113      |
| 4 | Новоказанка      | деревня                      | ↘52       |
| 5 | Берёзовка        | деревня                      | ↘4        |

### упразднённые населённые пункты
- деревня Новый Слакбаш — в 2005 году
- Посёлок участка Кайбердинского лесничества — в 1981 году
- посёлок (позднее — деревня) Топкий Ключ